# Stephania papillosa
Stephania papillosa är en tvåhjärtbladig växtart som beskrevs av William Grant Craib. Stephania papillosa ingår i släktet Stephania och familjen Menispermaceae. Inga underarter finns listade i Catalogue of Life.